# Арне Брустад
Арне Брустад (14. април 1912 — 22. август 1987) био је норвешки фудбалер. Сматра се једним од најбољих играча свих времена у земљи.
Брустад је био спољни леви бек за Лин. За репрезентацију Норвешке одиграо је 33 утакмице и постигао 17 голова за репрезентацију. Био је члан норвешког „бронзаног тима“ са Олимпијских игара 1936. године.